# Wolfe Creek Meteorite Crater Nemzeti Park
A Wolfe Creek Crater Nemzeti Park Nyugat-Ausztráliában található, Perth városától 1854 kilométernyire északkeletre, Halls Creektől 145 kilométernyire délre helyezkedik el. A nemzeti park területén található a Wolfe Creek-kráter, mely egy kb. 30 méteres kisbolygó becsapódásakor keletkezett. 
A parkot Halls Creek vagy Alice Springs irányából a burkolatlan Tanami Road-on lehet megközelíteni. A park a Nagy-homoksivatag szélén helyezkedik el emiatt területének döntő többségét sivatag borítja, melyen leginkább a Triodia növénynemzetség tagjai telepedtek meg.

## Fordítás
Ez a szócikk részben vagy egészben  a   Wolfe Creek Meteorite Crater National Park című angol Wikipédia-szócikk ezen változatának fordításán alapul.  Az eredeti cikk szerkesztőit annak laptörténete sorolja fel. Ez a jelzés csupán a megfogalmazás eredetét és a szerzői jogokat jelzi, nem szolgál a cikkben szereplő információk forrásmegjelöléseként.